# Siwa

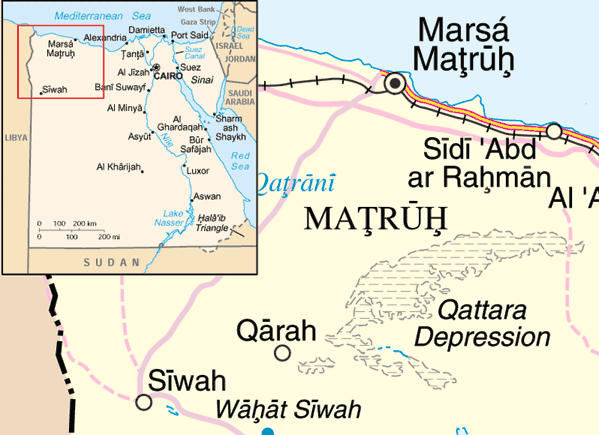
Map of Siwa

Ốc đảo Siwa (tiếng Ả Rập: واحة سيوة, Wāḥat Sīwah, IPA: [ˈwæːħet ˈsiːwæ]; tiếng Copt: (ϯ)ϣⲉϣⲁⲙⲟⲩ (Di)Şeşamu; ngữ tộc Berber: Isiwan, ⵉⵙⵉⵡⴰⵏ) là một ốc đảo đô thị ở Ai Cập nằm giữa vùng lõm Qattara và Biển Cát Lớn, cách biên giới với Libya 50 km (30 mi) về phía đông, cách Cairo 560 km (348 mi) về hướng tây-tây nam. Dài 80 km (50 mi), rộng 20 km (12 mi), ốc đảo Siwa là một trong những điểm dân cư hẻo lánh nhất Ai Cập, dân số chừng 33.000 người đa số là người Berber. Người Berber nơi đây có nền văn hoá và tiếng nói riêng (tiếng Siwa).
Siwa nổi danh là nơi miếu thờ Ammon được dựng lên. Về lịch sử, đây là một phần Libya cổ đại.